# Dominick Cunningham
Dominick Cunningham (Birmingham, 9 de mayo de 1995) es un deportista británico que compite en gimnasia artística. Ganó dos medallas en el Campeonato Europeo de Gimnasia Artística de 2018, oro en la prueba de suelo y plata en la de equipos.

## Palmarés internacional
| Campeonato Europeo | Campeonato Europeo    | Campeonato Europeo | Campeonato Europeo   |
| Año                | Lugar                 | Medalla            | Prueba               |
| ------------------ | --------------------- | ------------------ | -------------------- |
| 2018               | Glasgow (Reino Unido) | Medalla de oro     | Suelo                |
| 2018               | Glasgow (Reino Unido) | Medalla de plata   | Concurso por equipos |